# Organisme genoanul·lat
Un organisme genoanul·lat és aquell al que s'ha li ha aplicat una tècnica d'enginyeria genètica per a fer un dels seus gens inoperants. Aquesta tècnica està principalment usada per estudiar la funció dels diferents gens dins d'un organisme.